# Wieża ciśnień w Świętochłowicach

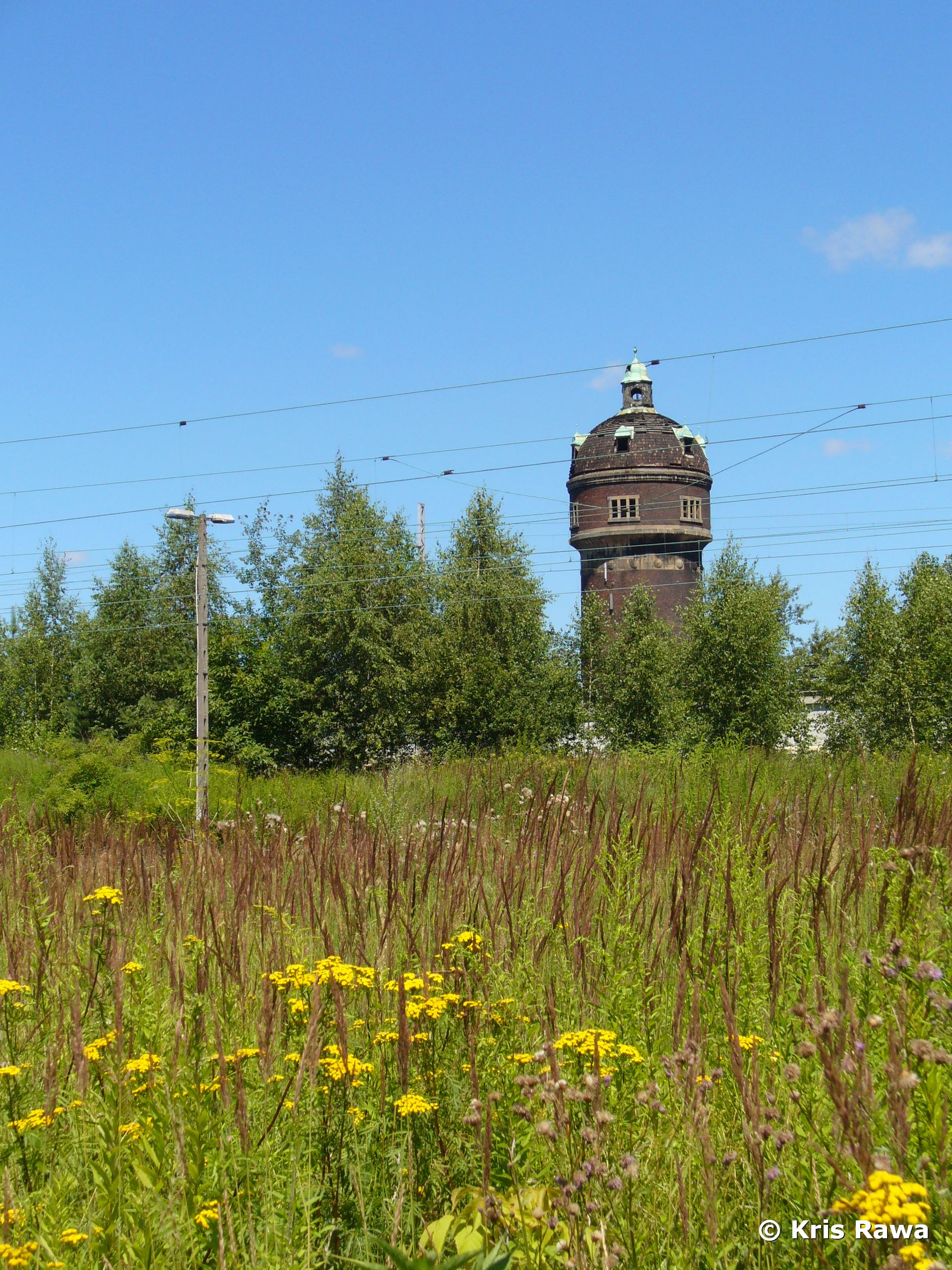
Wieża ciśnień w Świętochłowicach z 1909 r.

Wieża ciśnień znajduje się w Świętochłowicach – Centrum przy ulicy Katowickiej.
Kiedy w 1904 powstał związek zaopatrzenia w wodę Bismarckhuette i Świętochłowic stało się celowe zbudowanie wieży, która mogłaby w odpowiedni sposób doprowadzić wodę do danych gmin.
Wieża została zbudowana ona w 1909 roku i jest zaliczana do zabytków architektury. Powstała według projektu dr inż. Richarda Lummerta, ówczesnego dyrektora wałbrzyskich wodociągów, w stylu neobarokowym. Zakończona jest kopulastym dachem z charakterystycznymi okienkami, czyli lukarnami. Na samym szczycie wieży zachował się unikatowy, stalowy zbiornik wodny systemu Klöne na 500 m³. Wzdłuż ścian biegną spiralne schody. Ma wysokość 40 m. Całość zwieńczona jest blaszaną latarnią.
Kiedyś wraz z wieżami kościołów św. Piotra i Pawła oraz ewangelickiego, a także wieżą zegarową dawnej hali targowej zaliczała się do tzw. dominat, czyli wyznaczników górujących nad główną ulicą Centrum.
Wieża przestała pełnić swoją funkcję w latach 60. XX w.